# 李凤藻 (1894年)
李凤藻（1894年—1991年），字文芹，男，回族，宁夏吴忠人，经名哲比尔，中华人民共和国政治人物，曾任宁夏回族自治区工商业联合会副主任委员，宁夏回族自治区政协副主席。